# Сахалінський тунель
Сахалінський тунель — незавершене будівництво тунельного переходу через Татарську протоку, одне з будівництв ГУЛАГу МВС СРСР і Міністерства шляхів сполучення СРСР. 

## Історія
Ідея будівництва тунелю на Сахалін висувалася ще в кінці XIX століття, проте через економічну недоцільність і нестачу коштів так і не була реалізована. Дослідження на тему будівництва тунелю робилися у 1929—1930.
У 1950 з ідеєю з'єднання Сахаліну з материком залізницею виступив Йосип Сталін. Розглядалися варіанти з поромною переправою, мостом і тунелем. Незабаром було ухвалено рішення про спорудження тунелю і резервного морського порома на офіційному рівні (секретна ухвала Ради Міністрів СРСР від 5 травня 1950). Як і Трансполярну магістраль, тунель, швидше за все, передбачалося використовувати у військових цілях — для постачання дислокованих на Сахаліні частин Радянської армії. Будівництво тунельного переходу було доручене МВС СРСР (залізниця) і Міністерству шляхів сполучення СРСР (тунельні роботи, у 1952 також передано у ведення МВС).

## Проект
Технічні умови на проектування тунелю і прилеглих залізниць були затверджені Радміном СРСР 6 вересня 1950. В цілях прискорення будівництва трасу передбачалося споруджувати по спрощеній (фактично — тимчасовій) схемі, наприклад, на перших етапах будівництва допускалося використання непросочених шпал. Детальних інженерно-геологічних досліджень в районі передбачуваного будівництва тунелю не проводилося.
На території Сахаліну довжина лінії залізниці від станції Побєдіно до мису Погибі (початок тунелю) мала скласти 327 км. Вісь тунелю під Татарською протокою починалася у роз'їзду Погибі, за 23 км від нього розташовувалася станція Ванги, від якої передбачалася гілка на південний захід до мису Уанги, де зводився причал для морського залізничного порому. Всього на острівній частині магістралі передбачалося спорудження дев'яти залізничних станцій. Довжина самого тунелю від мису Погибі на Сахаліні до мису Лазарева на материку мала скласти близько 10 км. (була обрана найвужча акваторія протоки), його траса проходила на північ від поромної переправи. На материку передбачалося будівництво гілки від мису Лазарева до станції Селіхино на ділянці Комсомольськ-на-Амурі — Советська Гавань з відгалуженням до тимчасової поромної переправи. Планувалося будівництво тягової електростанції біля озера Кізі.
Закінчення будівництва з організацією тимчасової поромної переправи було намічене на кінець 1953, а пуск в експлуатацію тунелю запланований на кінець 1955. Загальний вантажообіг проектованої лінії в перші роки її експлуатації передбачався в 4 мільйони тонн/рік.

## Реалізація
Будівництво залізниці до тунелю вели в основному ув'язнені ГУЛАГу, на Сахаліні це було Будівництво 506 (селище Тимовське), на материку — Будівництво 507 (селище Де-Кастрі). На початок 1953 року загальна чисельність будівельників залізниці по обох берегах протоки становила понад 27 000 людей. Будівництво, особливо на Сахаліні, велося в умовах фактично повної відсутності інфраструктури і нестачі техніки, унаслідок аврального характеру роботи побутові умови в таборах для ув'язнених були незадовільними навіть за нормами ГУЛАГу.
Підготовка до будівництва тунелю на материку велася силами умовно-достроково звільнених, вільнонайманих фахівців і військовослужбовців (Будівництво 6). У лютому 1953 року «Будівництву 6» було доручено також зайнятися зведенням електростанції біля озера Кізі. Чисельність будівельників до весни 1953 року становила 3700 чоловік. Після смерті Сталіна і масової амністії ув'язнених роботи за всім проектом були згорнуті. 

## Результати
На материку було побудовано 120 км залізничного полотна широкої колії по правому берегу Амура від станції Селіхино до станції Чорний мис (залізниця надалі використовувалася для вивозу деревини). У районі поромної переправи, що передбачалася, були відсипані греблі (їхні залишки видно і зараз), проведені підготовчі роботи по споруді пірсів.
На мисі Лазарева, звідки передбачалося прокладати тунель, був проритий стовбур шахти, за 1,6 км від берега був насипаний штучний острів діаметром 90 м. На Сахаліні роботи велися в гірших умовах і жодного кілометра залізниці побудовано так і не було. Проведені роботи з підготовки траси (земляні роботи, вирубки тощо) дозволили побудувати ґрунтову автодорогу Ниш — Погибі, яка за радянських часів використовувалася для вивозу деревини. У 1973 році Сахалін був пов'язаний з материком поромною переправою Ваніно — Холмськ.

## Пострадянські проекти
Ідея будівництва тунельного переходу через Татарську протоку пережила Радянський Союз. З подібними пропозиціями в 1992 році виступив начальник Сахалінської залізниці А. Б. Васильєв. У 1999 році міністр шляхів сполучення Росії Микола Аксененко заявив про необхідність розробки проекту з'єднання залізничної мережі Сахаліну з материком, в 2000 році представники проектних організацій провели обстеження місцевості. Реалізація не починалася. Питання про економічну доцільність будівництва тунелю при поромній переправі, що діє, є дискусійним. В той же час складні гідро-геологічні умови (незакріплені обводненні ґрунти) роблять неможливою (або украй ризикованою) реалізацію цього проекту з чисто технічної точки зору навіть при використанні сучасного устаткування.

## Дивись також
- Тунель Сахалін-Хоккайдо